# Єсіно (Брянська область)
Єсіно (рос. Есино) — селище у Брасовському районі Брянської області Росії. Входить до складу муніципального утворення Столбовське сільське поселення. Населення — 28 осіб.
Розташоване за 4 км на південний схід від села Столбово.

## Історія
Розташоване на території Сіверщини.
Виник у 1920-ті роки. До 2005 року входило до складу Городищенської (2-ї) сільради.

## Населення
За найновішими даними, населення — 28 осіб (2013).
У минулому чисельність мешканців була такою:
| Роки      | 1979 | 1989 | 2002 | 2009 |
| --------- | ---- | ---- | ---- | ---- |
| Населення | 103  | 57   | 44   | 34   |